# Проект «Доминик»
Проект «Доминик» (англ. Operation Dominic I and II) — серия испытаний ядерного оружия, состоящая из 105 взрывов. Эти испытания проводились с 1962 по 1963 год в США. Масштабная серия испытаний была проведена в сжатые сроки после выхода Советского Союза из моратория на ядерные испытания, длившегося с 1958 по 1961 год. Подавляющее количество испытаний проводилось путём сбрасывания ядерных устройств с бомбардировщиков B-52. Испытания, проводившиеся на территории Тихого океана, были названы Dominic I. Серия испытаний на полигоне в штате Невада получила обозначение Dominic II. В данный проект входило 12 испытаний новых типов оружия, 6 испытаний предназначались для исследования эффектов, возникающих при ядерных взрывах, и несколько испытаний — для подтверждения надёжности боеприпасов. Была испытана ракета Тор, которая осуществила вывод термоядерного боеприпаса в околоземное пространство, где он был успешно подорван (см. Starfish Prime).
Проект «Доминик» был осуществлен в момент обострения противостояния между СССР и США. В апреле 1961 года США провели операцию в Заливе Свиней в попытке свергнуть правительство Фиделя Кастро на Кубе. 30 августа 1961 Никита Хрущёв объявил о прекращении трёхлетнего моратория на испытания ядерного оружия, и уже 1 сентября СССР возобновил свои испытания. В ответ Джон Кеннеди санкционировал проведение операции «Доминик» — крупнейшей программы ядерных испытаний, когда-либо проводившихся в США. В ходе проекта «Доминик» были проведены последние атмосферные ядерные взрывы в США, так как 5 августа 1963 был подписан договор между СССР, США и Великобританией о запрещении испытаний ядерного оружия в атмосфере, космическом пространстве и под водой.
Проект «Доминик» также включал в себя две независимых друг от друга серии ядерных испытаний:
- Operation Fishbowl[англ.] — серия высотных ядерных испытаний;
- Операция Plowshare — серия невоенных подземных ядерных испытаний, эксперименты по изменению рельефа местности.

## Список испытаний

### Проект Доминик
| Название     | Дата        | Место            | Мощность | Дополнительно                                                                                                | Изображение |
| ------------ | ----------- | ---------------- | -------- | --- | ----------- |
| Adobe        | 25.04.1962  | Остров Рождества | 190 кт   | |             |
| Aztec        | 27.04.1962  | Остров Рождества | 410 кт   | |             |
| Arkansas     | 02.05.1962  | Остров Рождества | 1090 кт  | |             |
| Questa       | 04.05.1962  | Остров Рождества | 670 кт   | |             |
| Frigate Bird | 06.05.1962  | Тихий океан      | 600 кт   | Ракета «Поларис А2», запущенная с подводной лодки.                                                           |             |
| Yukon        | 08.05.1962  | Остров Рождества | 100 кт   | |             |
| Mesilla      | 09.05.1962  | Остров Рождества | 100 кт   | |             |
| Muskegon     | 11.05.1962  | Остров Рождества | 50 кт    | |             |
| Swordfish    | 11.05.1962  | Сан-Диего        | <20 кт   | Испытание ракеты RUR-5 ASROC, предназначенной для уничтожения подводных лодок.                               |             |
| Encino       | 12.05.1962  | Остров Рождества | 500 кт   | |             |
| Swanee       | 14.05.1962  | Остров Рождества | 97 кт    | |             |
| Chetco       | 19.05.1962  | Остров Рождества | 73 кт    | |             |
| Tanana       | 25.05.1962  | Остров Рождества | прерван  | |             |
| Nambe        | 27.05.1962  | Остров Рождества | 43 кт    | |             |
| Alma         | 08.06.1962  | Остров Рождества | 782 кт   | |             |
| Truckee      | 09.06.1962  | Остров Рождества | 210 кт   | |             |
| Yeso         | 10.06.1962  | Остров Рождества | 3 Мт     | |             |
| Harlem       | 12.06.1962  | Остров Рождества | 1,2 Мт   | |             |
| Rinconada    | 15.06.1962  | Остров Рождества | 800 кт   | |             |
| Dulce        | [17.06.1962 | Остров Рождества | 52 кт    | |             |
| Petit        | 19.06.1962  | Остров Рождества | неудачно | |             |
| Otowi        | 22.06.1962  | Остров Рождества | Unknown  | |             |
| Bighorn      | 27.06.1962  | Остров Рождества | 7,65 Мт  | |             |
| Bluestone    | 30.06.1962  | Остров Рождества | 1,27 Мт  | |             |
| Sunset       | 10.07.1962  | Остров Рождества | 1 Мт     | |             |
| Pamlico      | 11.07.1962  | Остров Рождества | 3,88 Мт  | Успешное испытание нового высокоэффективного термоядерного заряда, последнее испытание на Острове Рождества. |             |
| Androscoggin | 02.10.1962  | Атолл Джонстон   | 75 кт    | |             |
| Bumping      | 06.10.1962  | Атолл Джонстон   | 11,3 кт  | |             |
| Chama        | 18.10.1962  | Атолл Джонстон   | 1,59 Мт  | |             |
| Calamity     | 27.10.1962  | Атолл Джонстон   | 800 кт   | |             |
| Housatonic   | 27.07.1962  | Атолл Джонстон   | 8,3 Мт   | |             |

### Операция Fishbowl
| Название              | Дата       | Место            | Мощность         | Дополнительно | Изображение                                          |
| --------------------- | ---------- | ---------------- | ---------------- | --- | ---------------------------------------------------- |
| Urraca                | Июнь 1962  | Остров Рождества | неудачно         | |                                                      |
| Bluegill              | Июнь 1962  | Атолл Джонстон   | неудачно         | |                                                      |
| Starfish              | 20.06.1962 | Атолл Джонстон   | неудачно         | Отказ двигателя ракеты. |                                                      |
| Starfish Prime        | 09.07.1962 | Атолл Джонстон   | 1,4 Мт           | Запущенная с помощью ракеты «Тор» ядерная боеголовка с зарядом W49 мощностью 1,44 мегатонны была приведена в действие на высоте 400 километров над атоллом Джонстон в Тихом океане.                                                         |                                                      |
| Bluegill Prime        | 25.07.1962 | Атолл Джонстон   | неудачно         | Ракета взорвалась на стартовой площадке, стартовая площадка была полностью разрушена, местность заражена плутонием, потребовалось 3 месяца на ремонт и дезактивацию местности.                                                              | Инспекция заражённого радиацией двигателя ракеты Тор |
| Bluegill Double Prime | 15.10.1962 | Атолл Джонстон   | неудачно         | Ракета вышла из-под контроля через 86 секунд после запуска, была уничтожена на 156 секунде командой из центра управления, авария вызвала незначительное радиоактивное заражение атолла.                                                     |                                                      |
| Checkmate             | 20.10.1962 | Атолл Джонстон   | 7 кт             | Подрыв боезаряда на высоте 147 км, запущен на ракете XM-33 Strypi, снаряжённой зарядом XW-50X1. |                                                      |
| Bluegill Triple Prime | 26.10.1962 | Атолл Джонстон   | 410 кт           | Подрыв боезаряда на высоте 50 км, запущен на ракете Тор с зарядом XW-50X1, отмечено формирование плазменного шара и незначительные нарушения в ионосфере.                                                                                   |                                                      |
| Kingfish              | 01.11.1962 | Атолл Джонстон   | 410 кт           | Подрыв боезаряда на высоте 97 км, запущен на ракете Тор с зарядом XW-50X1, мощное свечение в ионосфере, значительные нарушения в ионосфере, и, как следствие, полностью нарушена радиосвязь над акваторией Тихого океана в течение 3 часов. |                                                      |
| Tightrope             | 04.11.1962 | Атолл Джонстон   | в районе 1-40 кт | Подрыв боезаряда на высоте 21 км, запущен на ракете Nike Hercules с зарядом W31, тестирование противоракетной системы, последнее атмосферное испытание США.                                                                                 |                                                      |